# Tulip Computers (equipo ciclista)

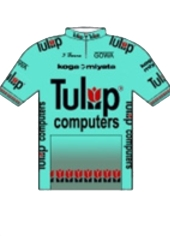
Tulip Computers

El equipo Tulip Computers fue un equipo ciclista belga que compitió profesionalmente entre el 1990 y el 1992. No se tiene que confundir con el equipo español también llamado Tulip Computers.
El equipo se creó en base al antiguo equipo AD Renting.

## Corredor mejor clasificado en las Grandes Vueltas
| Año  | Giro de Italia     | Tour de Francia      | Vuelta a España      |
| ---- | ------------------ | -------------------- | -------------------- |
| 1979 | -                  | -                    | -                    |
| 1980 | -                  | -                    | -                    |
| 1981 | -                  | -                    | -                    |
| 1982 | -                  | -                    | -                    |
| 1983 | -                  | -                    | -                    |
| 1984 | -                  | -                    | -                    |
| 1985 | -                  | -                    | -                    |
| 1986 | -                  | -                    | Abandono             |
| 1987 | -                  | -                    | Abandono             |
| 1988 | -                  | 24.º Janusz Kuum     | -                    |
| 1989 | 39.º Greg LeMond   | 1.º Greg LeMond      | 14.º Janusz Kuum     |
| 1990 | -                  | -                    | -                    |
| 1991 | -                  | -                    | 32.º Jim Van De Laer |
| 1992 | 35.º Olaf Jentzsch | 30.º Jim Van De Laer | -                    |

## Principales resultados
- Vuelta a Suiza: Luc Roosen (1991)
- Circuito de Guecho: Adrie van der Poel (1991)

### A las grandes vueltas
- Vuelta a España
  - 1 participación (1991)
  - 1 victoria de etapa:
    - 1 al 1991: Michel Zanoli

- Tour de Francia
  - 1 participación (1992)
  - 0 victoria de etapa:

- Giro de Italia
  - 1 participación (1992)
  - 0 victoria de etapa: